# 後套進攻作戦
後套進攻作戦（こうとうしんこうさくせん）とは、日中戦争中の1940年（昭和15年）1月から3月までの間、日本の駐蒙軍により二次に亘って行われた、綏遠省後套地区（五原地方）への進攻作戦である。当初の作戦秘匿名は八号作戦。別名の五原作戦（ごげんさくせん）でも知られる。

## 背景
1939年（昭和14年）12月、冬季攻勢の一環として傅作義将軍の指揮する第35軍が、騎兵集団司令部の駐屯する包頭を襲撃した。傅作義軍は日本軍の反撃で退却したが、1940年1月には再び包頭の攻撃を企図して、主力軍（約3万）の拠点である五原周辺で活動を活発化させた。
駐蒙軍は、後套地区への攻勢をとって傅作義軍の根拠地を撃砕する作戦の許可を上級司令部に求めた。五原は、駐蒙軍に課せられた作戦制限線の西方300キロにあり、駐蒙軍はかねてから攻略を希望していた。大本営は作戦を認可し、北支那方面軍は、中国軍を撃破した後は作戦制限線に撤退するよう命令した。しかし、第26師団長・黒田重徳中将と騎兵集団長・小島吉蔵中将は、五原の永久占領を希望する意見書を提出するなど、軍司令部の中では永久占領を主張する田中新一参謀長らと、それを不可とする岡部直三郎軍司令官との間で意見の対立が表面化していた。

## 交戦兵力

### 日本側
- 駐蒙軍 - 軍司令官：岡部直三郎中将　参謀長：田中新一少将
  - 第26師団 - 師団長：黒田重徳中将
  - 騎兵集団 - 集団長：小島吉蔵中将
- 内蒙軍 - 総司令：王英

### 中国軍
- 第8戦区 - 副司令長官：傅作義
  - 第35軍 - 軍長：傅作義（兼任）
  - 第81軍 - 軍長：馬鴻賓
  - 騎兵第6軍 - 軍長：門炳岳

## 経過

### 後套進攻作戦(第一次)
1月28日、駐蒙軍は行動を開始、将兵らは自動貨車に分乗して三方向から五原に向かって前進した。騎兵集団主力は黄河の南北両岸を西進し、途中で約5,000の中国軍を撃破して、2月3日五原付近に集結した。第26師団は、五原北方の万和長付近の陣地を攻略してから五原西方に回り込み、2月3日五原に突入した。
翌日から、日本軍は一部の部隊で追撃を開始し、五原の南西約120キロの臨河やその北西約60キロの善覇を占領、一部は寧夏省内にまで入った。この間、内蒙軍の一部は傅作義軍の西方への退路を遮断した。傅作義軍は、寧夏方面や黄河南岸の伊克昭盟内に退却した。こうして日本軍は、おおむね目標を達成したので、2月中旬から五原からの撤退を始め、3月1日までには元の態勢に復帰した。日本軍の損害は、戦死160名、戦傷461名、凍傷患者（入院）534名であった。

### 五原特務機関の全滅
駐蒙軍の田中参謀長は、作戦構想の段階から五原の永久占領を主張していたが、岡部軍司令官は、現有兵力では五原の確保は無理であり作戦は土地の占有を目的としない、との考えであった。田中参謀長は軍司令官の意志に従い、「五原の確保に日本軍部隊を使用する」ことを断念した。しかし、五原確保のための日本軍部隊に頼らない手段を水面下で計画し始めた。その手段は以下のような方法であった
。
1. 特務機関を五原に推進してその統制下に
2. 内蒙軍や青幇、懐柔工作で帰順した回教徒軍、匪賊団などで軍隊組織を構成して配置
3. 蒙古政府の警察隊を増派する、など。

2月7日、それまで反対し続けていた岡部軍司令官はついに田中参謀長の熱意に折れて、内蒙軍を一時五原に残留させることを認可し、特務機関（長：桑原荒一郎中佐）の配置を指示した（警察隊の派遣は認めていない）。3月1日、最後の日本軍部隊が五原から撤退すると同時に、内蒙軍と帰順雑軍が内紛を起こすなど不安定な状態が続いた。田中参謀長は、その安定強化策のため蒙古政府警察隊に所属する日本人を投入していった。
3月20日夜、ついに傅作義の指揮する第35軍主力が五原に来襲した。特務機関員、警察隊、内蒙軍は応戦したが、帰順雑軍の反乱や一部内蒙軍の敗退が全般に波及して、同夜、五原は傅作義軍に占領された。桑原機関長ら特務機関員はなおも戦いながら援軍の到着を待っていたが、22日夜ついに全滅した。
駐蒙軍司令部は、直ちに安北警備隊、騎兵集団主力、第26師団の一部を急派させた。大本営も22日、この行動を追認した。25日、日本軍は五原北方の五加河で、渡河機材無しで敵前渡河を強行し、翌26日五原に突入した。（第二次後套進攻作戦）

## 結果
五原に日本軍が到着したときには特務機関は既に全滅し、他の警察隊、現地人部隊は退却した後だった。中国軍は日本軍の進攻を知るといち早く退避して、すでに姿はなかった。27日、中国軍が五加河の堤防を決壊したため、たちまち氾濫地帯が現れ、日本軍は飛行機に誘導されて帰還した。
この責任問題について苦悩していた岡部軍司令官は、5月3日田中参謀長を譴責（最も軽い懲戒処分）に処した。また、蒙古政府警察官・内蒙軍顧問として五原で戦死した日本人34名を、3月1日にさかのぼって駐蒙軍司令部付とする新規定を作りその死後を弔った。